# إن شئت كما في السماء
إن شئت كما في السماء هو فيلم كوميدي من إنتاح فرنسي كندي في عام 2019 من إخراج إيليا سليمان. نافس على جائزة السعفة الذهبية في مهرجان كان السينمائي لعام 2019. وحاز على تنويه خاص من لجنة التحكيم كما حاز على جائزة الاتحاد الدولي للنقاد السينمائيين في المهرجان٫

## الحبكة
رجل يهرب من فلسطين ساعيا إلى بداية جديدة، ليواجه نفس المشاكل التي واجهها في وطنه.

## الممثليون
- ايليا سليمان في دور ايليا سليمان
- علي سليمان
- فرانسوا جيرارد شرطي
- غايل غارسيا بيرنال غايل غارسيا بيرنال
- نانسي غرانت منتجة
- غي سبرونج أستاذ
- كواسي سونجوي سائق تاكسي
- ستيفن ماكاتي عراف
- راية حيدر فمن
- آلان دهان ضابط الهجرة
- فنسنت مارفال منتج
- غريغوار كولين في رجل في مترو الأنفاق

## استقبال
على موقع مجمّع المراجعة روتن توميتوز، يحمل الفيلم نسبة موافقة 100% على أساس 5 مراجعات، بمعدل متوسط 7/10. في ميتاكريتيك، يحمل الفيلم تصنيفًا 72 من 100، استنادًا إلى 6 مراجعات، مما يشير إلى «مراجعات مواتية عمومًا».

## الجوائز
في مهرجان كان السينمائي لعام 2019، حصل «إن شئت كما في السماء» على جائزة FIPRESCI لأفضل فيلم في المنافسة. في مهرجان كان تلقى أيضا تنويه خاص.

## روابط خارجية
- إن شئت كما في السماء على موقع IMDb (الإنجليزية)
- إن شئت كما في السماء على موقع روتن توميتوز (الإنجليزية)
- إن شئت كما في السماء على موقع ألو سيني (الفرنسية)
- إن شئت كما في السماء على موقع قاعدة بيانات الأفلام السويدية (السويدية)
- إن شئت كما في السماء على موقع قاعدة بيانات الفيلم (الإنجليزية)
- إن شئت كما في السماء على موقع ليتربوكسد (الإنجليزية)
- إن شئت كما في السماء على موقع كينوبويسك (الروسية)
- It Must Be Heaven  في قاعدة بيانات الأفلام على الإنترنت (بالإنجليزية)